# Мухаммед Ашик
Мухаммед Абдель Хак Ашик (араб. محمد عشيق, англ. Mohamed Achik; 1 лютого, 1965) — марокканський боксер, бронзовий призер Олімпійських ігор 1992.
Брат — Абдель Хак Ашик, теж боксер, бронзовий призер Олімпійських ігор 1988.

## Спортивна кар'єра
Мухаммед Ашик брав участь в трьох Олімпійських іграх.
На Олімпійських іграх 1988 в категорії до 54 кг він програв в першому бою Джиммі Маянджа (Швеція).
На чемпіонаті світу 1989 програв в першому бою Тімофею Скрябіну (СРСР).
На Олімпійських іграх 1992 він переміг Дітера Берга (Німеччина) — 3-0, Слімана Зенглі (Алжир) — 12-8, Реміхіо Моліна (Аргентина) — 15-5, а у півфіналі програв Хоелю Касамайор (Куба) — AB-1 (02:33) і отримав бронзову медаль.
На чемпіонаті світу 1995 в категорії до 57 кг програв в першому бою Рамазу Паліані (Росія).
На Олімпійських іграх 1996 програв в першому бою австралійцю Роберто Педену — 7-15.